# Marais de la Marque
 (septembre 2016).
Si vous disposez d'ouvrages ou d'articles de référence ou si vous connaissez des sites web de qualité traitant du thème abordé ici, merci de compléter l'article en donnant les références utiles à sa vérifiabilité et en les liant à la section « Notes et références ».
Le marais de la Marque est un espace naturel sensible (ENS) de la métropole lilloise. D'abord exploité pour la tourbe et les roseaux, puis la mise en culture de peupliers. Ce site est maintenant restauré avec ses habitats typiques tels que les aulnaies/saulaies immergées, les cariçaies ou encore les roselières.

## Localisation

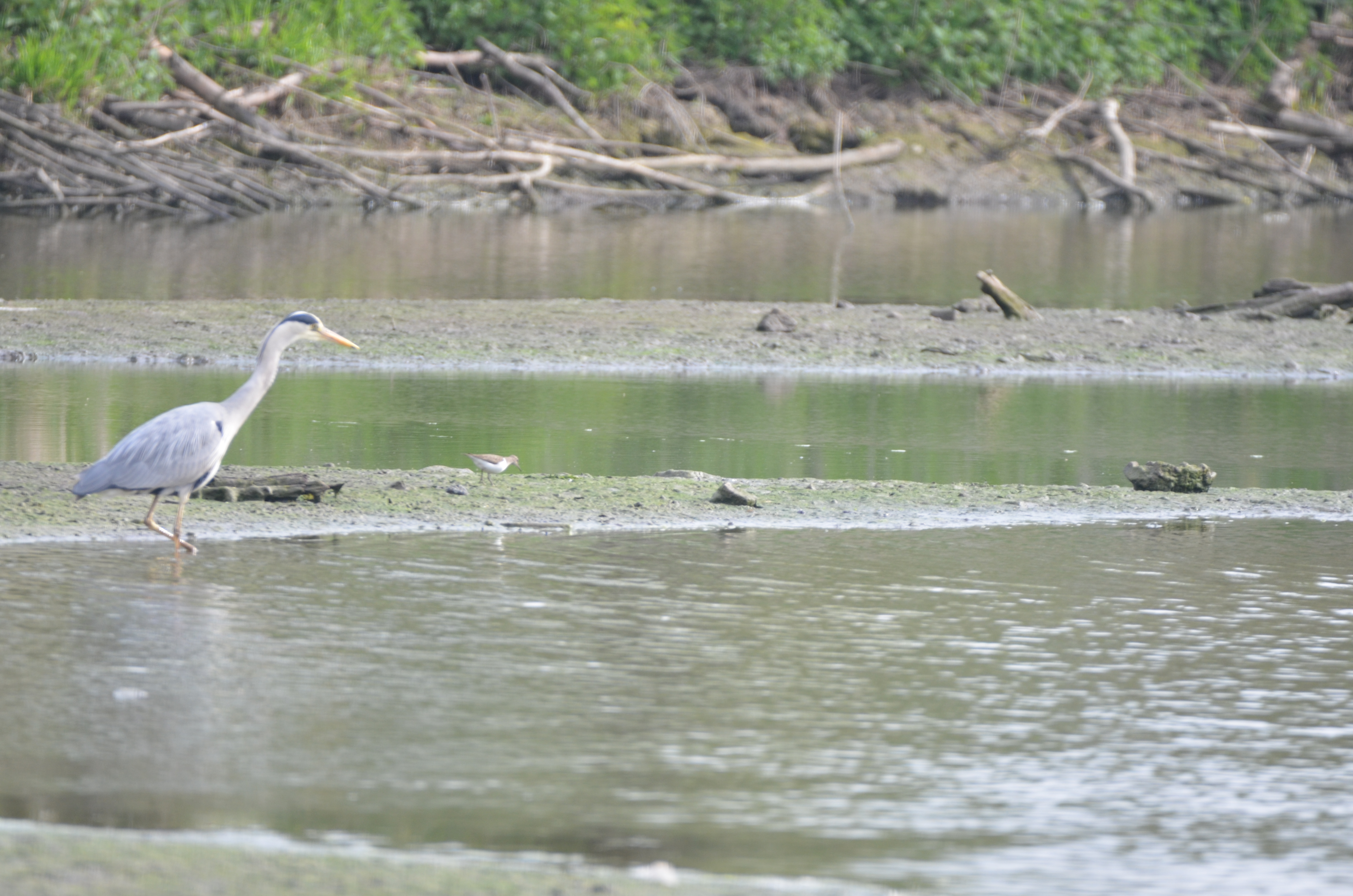
Héron cendré et Chevalier guignette

Le marais de la Marque se situe sur sept communes : Templeuve-en-Pévèle , Fretin, Sainghin-en-Mélantois, Bouvines, Péronne-en-Mélantois, Cysoing et Louvil. Ce site ENS fait partie des huit sites de la métropole lilloise, avec :
- Le site ornithologique des cinq tailles
- Le bois du court Digeau & le Terril Saint Eloi
- Le bois de l'Émolière
- Le bois de la Noyelle
- Les prairies de la Tassonière
- Le bois d'Infière
- Les Acquêts.

Le marais de Bonance en fait partie.

## Historique
La vallée de la Marque a été colonisée très tôt. À l’époque gallo-romaine, un village s’est construit au bord des anciens marais. Au cours du Moyen Âge, les abords de l’ancien marais sont utilisés pour la construction de bâtiments religieux ou de fermes. Certaines bâtisses sont alors entourées de douves.
En 1545, La Marque voit son lit modifié par l’homme avec la charte de Charles Quint. Les marais commencent alors à être exploités par la population présente sur le site. C’est d’ailleurs en 1718 que débute l’extraction de la tourbe par la population des communes de Fretin, Templeuve et Ennevelin.
En 1749, le marais fut partagé entre ces trois communes et celle de Péronne-en-Mélantois. Il devient alors « marais communal ». Le défrichement de ce marais commença donc en 1750, il sera morcelé en plusieurs parcelles.
Jusqu'en 1776, le marais de la Marque connaît de fréquentes inondations naturelles liée à la nature du site ; ce phénomène est utilisé par le conseil d’État pour valider le projet d'élargissement et d'alignement de la Marque en plus de son curage et nettoyage. Ce projet n'est pas approuvé par la population de l'époque, car il cache une volonté de mise en culture du marais et de plus ils perdraient la possibilité d'extraire la tourbe pour se chauffer.
La vallée de la Marque se voit alors convertie en faveur de l’agriculture. Par la suite, avec une politique plus favorable à la grande culture qu’au pâturage, le site s'avérera peu propice à la grande culture sera convertie en peupleraie. C’est au 18e siècle que le marais commença à être remblayé.

### Exploitation du marais
L'exploitation de la tourbe débute au 16e. Cette extraction fut autorisée en contrepartie de l’entretien et de la réparation des berges afin d’éviter les inondations. Cette autorisation fut retirée en 1678.
Mais l’extraction, sous condition de secteur, reprend en 1690. Au fil des années, celle-ci ne sera accordée qu’aux plus pauvres avant de n’être autorisée qu’aux usagers du marais, pour cause de surexploitation. L’extraction de la tourbe cessera progressivement à partir de 1750, avec l’apparition de l’exploitation du charbon (création de la société d'Anzin en 1757).
Comme la tourbe, l'exploitation du roseau commence en même temps que la tourbe. La chaume, produit de la coupe des roseaux, était alors commercialisée et utilisée de différentes façons (fabrication de paniers, revêtement des toits). Cette exploitation s’arrêtera en 1960.
L'exploitation du marais comme zone de culture étant peu rentable, ce sont les prairies qui sont privilégiées. Les parcelles ont été converties en prairie. Le sol humide n'étant pas propice au bétail trop lourd, ce sont surtout des moutons ou les oies qui sont élevés.

### De nos jours
Aujourd'hui, la volonté pour ce marais est la préservation des zones humides. L’acquisition du site par le département du Nord s'effectue de manière progressive lié au parcellaire important de la zone. L'achat de la première parcelle s'est effectuée en 1987 au marais de Templeuve. Les acquisitions se sont échelonnées jusqu’en 2001 (date d’achat des dernières acquisitions). Pour poursuivre son action de conservation de la zone humide, le département attend la mise en vente des parcelles privées. 
L'aménagement du site commence en 2003 avec une partie de 20 hectares côté Péronne-en-Mélantois. Cet aménagement continue en 2006 avec une parcelle de 60 hectares côté Templeuve. Aujourd'hui ce sont 144 hectares du marais de la Marque aménagé pour accueillir le public.
L'année 2005 fut propice aux moustiques Aedes vexans et Ochlerotatus sticticus. Après des plaintes des habitants proches du marais, le département, détenteur de la compétence pour le traitement sur les moustiques a pris en charge la démoustication du site et des communes riveraines. Le département du Nord a mis en place le suivi des populations de larves de moustiques ainsi qu'une gestion appropriée pour limiter la surface des gîtes larvaires de ces espèces.

## Description

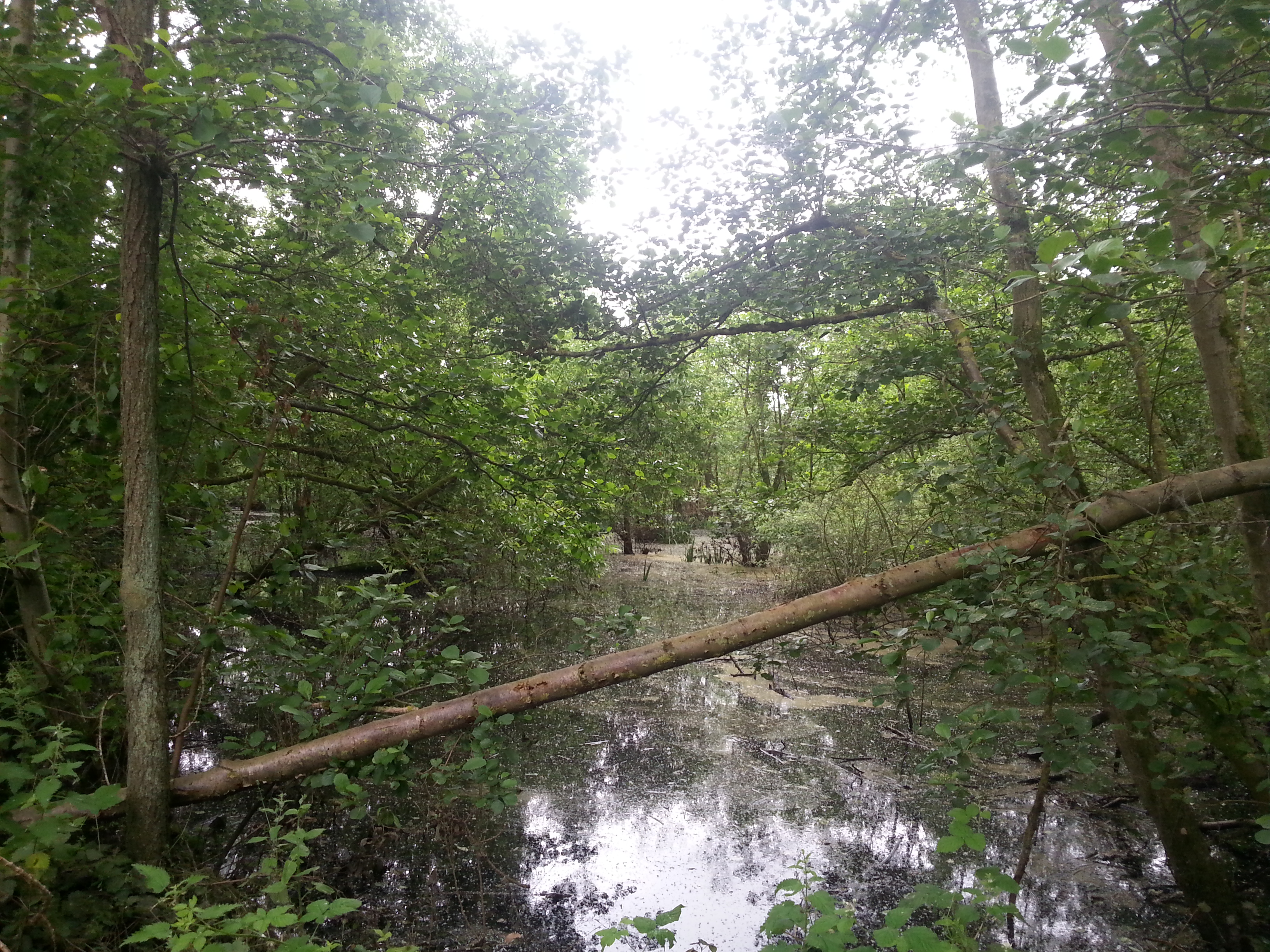
Aulnaie/Saulaie inondée du marais de la Marque

### Paysages du marais
Le site du marais de la Marque est divisée par l'autoroute A23. Ce marais, très remblayé au sud de cette autoroute est boisé du côté de Templeuve. Les plans d'eau y sont plus profonds ce qui tranche avec le côté Péronne-en-Mélantois beaucoup plus ouvert. 
Ce marais à d'abord pour but de récupérer le trop-plein d'eau de la Marque en cas de fortes précipitations. Le plan d'eau principal où donne l'observatoire panoramique est le « marais tampon ». Il a le rôle de ZEC (zone d'extension de crues). Celui-ci et relié à la Marque et fluctue en fonction de celle-ci, laissant apparaître des vasières en été. Ces vasières permettent notamment d'observer des limicoles comme le petit gravelot et la bécassine des marais, et des ardéidés comme le héron cendré, ou encore la spatule blanche.
Au nord, le site possède plusieurs roselières et cariçaies ainsi que des mégaphorbiaies. Sur la partie fermé au public, des aulnaies immergées sont présentes. Ces aulnaies sont en alternances avec des saulaies, des cariçaies et des phragmitaies. 

### Espèces présentes sur le site

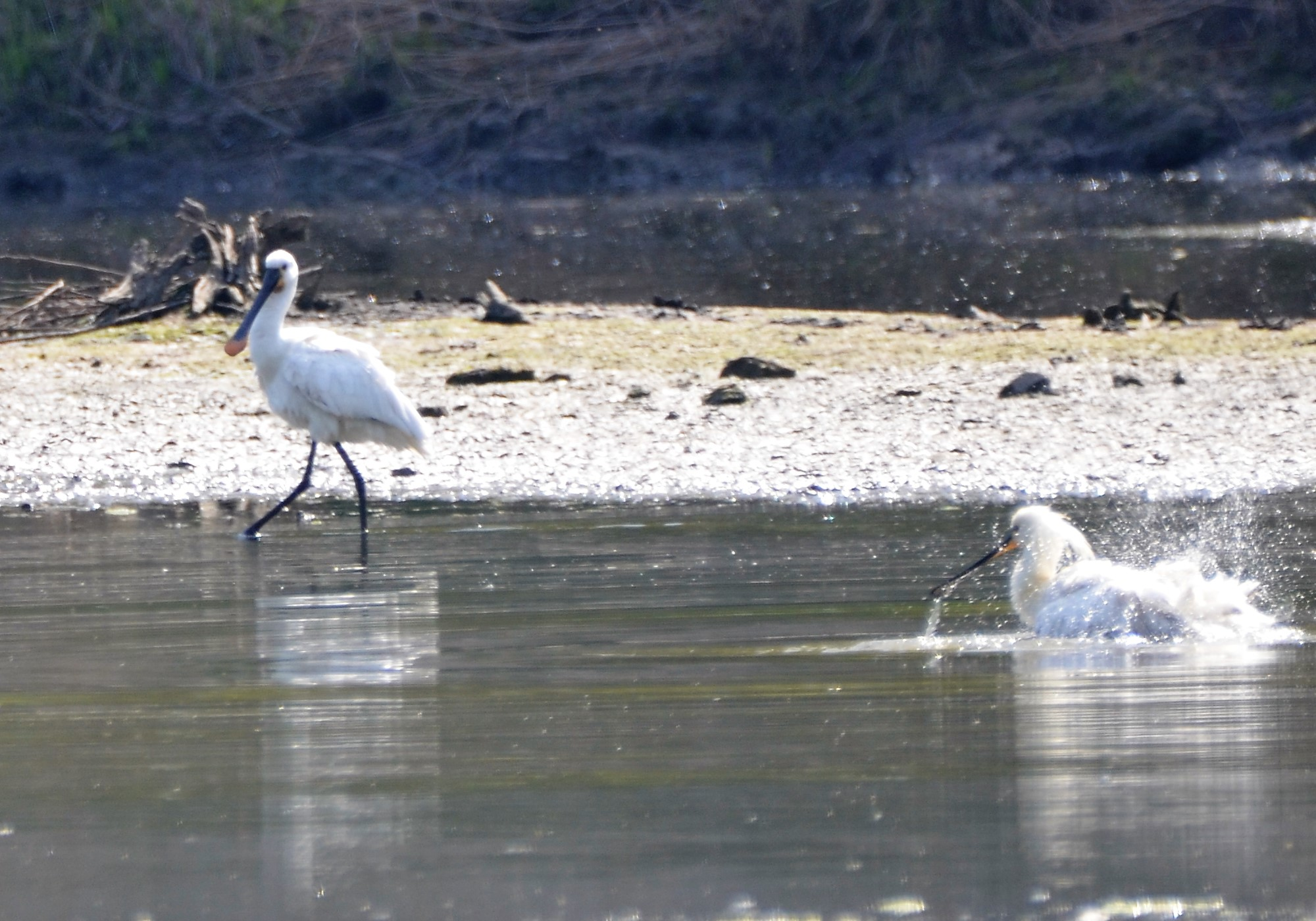
Spatule blanche

Le marais de la Marque abrite de nombreuses espèces animales telles que des odonates, des batraciens ou des oiseaux. Les espèces les plus remarquables que l'on peut citer sont le butor étoilé, le busard des roseaux, ou encore la gorgebleue à miroir. La loche d'étang, présente sur le site, fait partie des suivis de populations dans ce marais.  
La mosaïque de paysages permet d'avoir sur le site des espèces d'oiseaux aussi bien aquatiques (canards, limicoles, paludicoles) que forestier. Certains oiseaux, comme la barge à queue noire, sont observés sur le marais car ils sont en halte migratoire.
Pour ce qui est de la flore, celle-ci est typique des marais. Le roseau et le saule domine le paysage du côté Nord du site ; mais l'on peut aussi citer le colchique automnale, le pigamon jaune, l’œnanthe aquatique ou la cardère poilue. 

### Démoustications
En 2005, les habitants proche du marais ont signalé une forte population de moustique. À la suite de cela, le département du Nord suit chaque année la population de larves de moustiques et traite en cas de forte présence. En 2009 et en 2012  les traitements aériens ont été nécessaires pour limiter la prolifération de ces moustiques.
Les moustiques cibles de ce plan d'action sont les Aedes vexans et les Ochlerotatus sticticus. Ces moustiques sont très piqueurs et posent un problème en cas de population trop importante pour les habitants proches du marais et pour les visiteurs. D'autres moustiques sont présents sur le site, comme le Culex pipiens ou les chironomes.

## Inondation du marais

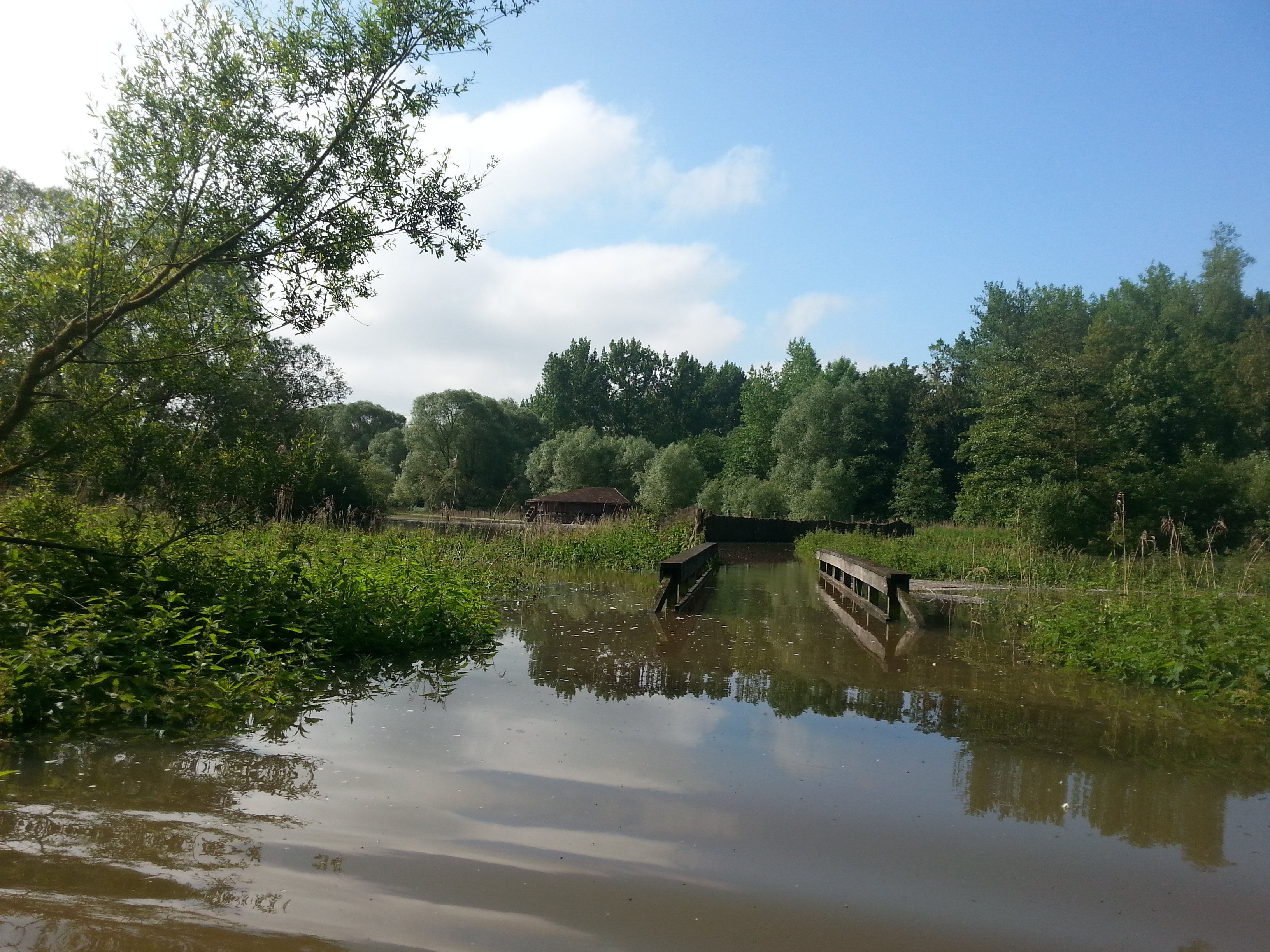
Observatoire panoramique des marais de la Marque inondé

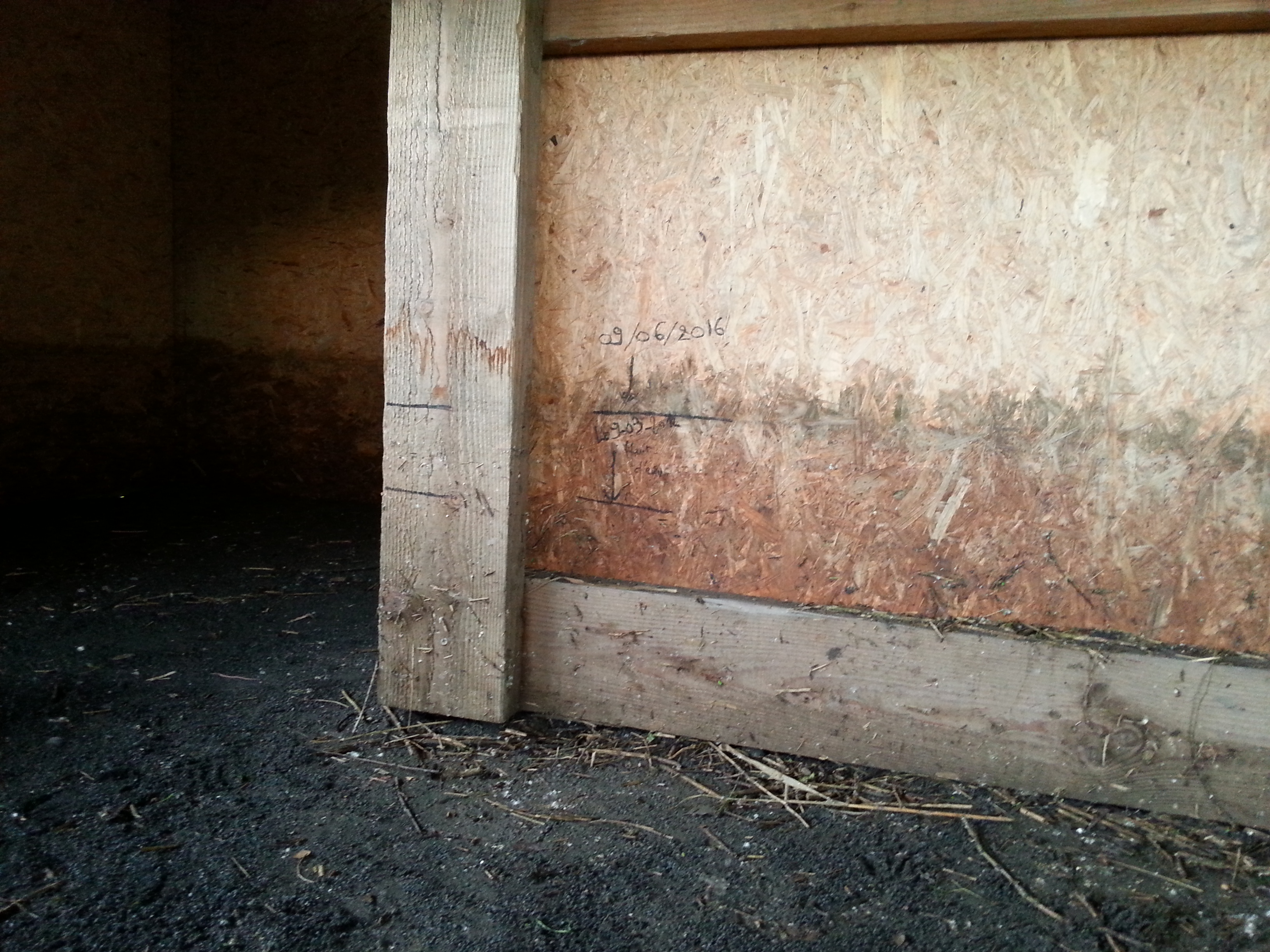
Traces des niveaux d'eaux des années 2012 et 2016 dans l'observatoire panoramique du marais de la Marque.

Les marais de la Marque constituent une zone d'expansion de crue naturelle de la rivière Marque. La restauration d'une fonctionnalité optimale de cette zone humide permet le stockage de l'eau dans cette partie amont du lit majeur lors des crues, ce qui diminue l'intensité des crues en aval. 
Avant la restauration du site, La zone était déjà fréquemment inondée. Selon l'étude pour l'atlas des zones inondables, voici l'historique des crues :
- 14/12/1966,
- 28/01/1985,
- 02/04/1986,
- 22/12/1993
- 03/01/1994,
- 06/12/1994,
- 09/01/1995
- 07 et 12/2000
- 01/2003
- 07/2005
- 09/03/2012
- 09/06/2016[7]